# روزوبيكاري
روزوبيكاري (باللاتينية: Rusubikari) هو موقع أثري أمازيغي وروماني فينيقي يقع في زموري البحري حول ميناء زموري ضمن ولاية بومرداس في الجزائر.

## الوصف
قام ستيفان جزيل خلال العام 1911م بوصف منطقة «روزوبيكاري» في كتابه «أطلس الآثار في الجزائر» (بالفرنسية: Atlas archéologique de l'Algérie)‏.
وكان هذا المرفأ يحمل اسم «مرسى الحجاج» لأن الجزائريين كانوا يتنقلون في سفن لأداء مناسك الحج انطلاقا من شبه جزيرة زموري البحري.

## الاكتشاف
تم اكتشاف موقع «روزوبيكاري» في سنة 2007م أثناء أشغال تهيئة الواجهة البحرية لشبه جزيرة زموري البحري.
فتم للتو توقيف أشغال الحفر من طرف المسؤولين المحليين في ولاية بومرداس والاتصال بوزارة الثقافة الجزائرية من أجل التكفل بهذا الموقع الأثري عبر إرسال فريق حفريات إلى عين المكان.
فانطلق متخصصو علم الآثار في استكشاف الموقع من أجل حماية المدينة الفينيقية من أي تخريب أو نهب.
وتم استعمال الطرق العلمية في الحفريات الأثرية من أجل استغلال ثقافي فعال لهذا الموقع.
وقامت الوزارة أثناء ذلك بتسييج الموقع من أجل تفادي حدوث حفر غير قانوني لمساحته.
وبما أن موقع «روزوبيكاري» كان مرفأ أثناء المرحلتين البربر رومانية والبونيقية (بربر فينيقية) فقد تمت برمجة الاسيتعانة بغواصين متخصصين في الحفر الأثري في قاع البحر من أجل تعميق البحث والاستكشاف.

## التصنيف
تم الشروع في إجراءات تصنيف موقع «روزوبيكاري» ضمن «الملكية الثقافية الوطنية» بعد الاكتشاف في العام 2007م وإيفاد علماء الآثار من أجل تحديد مستوى الأهمية الثقافية للاكتشاف.
وكان المرحلة الأولية في التصنيف الثقافي تقتضي أولا تسجيل هذا الموقع في القائمة الإضافية للممتلكات الثقافية في ولاية بومرداس كما تنص عليه القوانين والتشريعات الجزائرية.
فاجتمعت لجنة ثقافية ولائية مختصة لتعطي الموافقة على حماية واستكشاف هذا الموقع ليتم بعد ذلك تصنيفه محليا ووطنيا.

## المساحة
تمتد مساحة موقع «روزوبيكاري» على 5 هكتارات شاغرة محاذية لميناء زموري في شبه جزيرة زموري البحري.
إلا أن مساحة أخرى من الموقع التاريخي قد ضاعت جراء إنشاء بنايات عليها في عشرية 1980م على رقعة بعض الهكتارات قبل الاكتشاف الأثري الذي تم في العام 2007م.

## الآثار

### المرحلة الفينيقية
كان موقع «روزوبيكاري» بمثابة مرفأ تجاري متخصص في التبادل البحري أثناء المرحلة الفينيقية في الجزائر · .

### المرحلة الرومانية
تم اكتشاف العديد من المصابيح الزيتية في هذا الموقع تعود بعض منها إلى المرحلة الرومانية في الجزائر · .
ووُجِدَت أجزاء من أوعية وأشياء أخرى تحمل رسومات تعود إلى هذه الفترة · .

### المرحلة الإسلامية
تم اكتشاف جدران متكونة من حجارة ومن قطع قرميد أحمر تدل على وجود مدينة تعود إلى المرحلة الإسلامية في هذا الموقع.
وقد وُجِدَت 15 جرة كبيرة أثناء الحفريات كانت تستعمل في تخزين المواد الغذائية، وهذا يبين بأن كثافة سكانية معتبرة كانت تقطن في هذا الموقع.